# Siham Boukhami
Siham Boukhami (en arabe : سهام بوخامي), née le 1er février 1992, est une footballeuse internationale marocaine évoluant au poste de défenseure à l'AS FAR.

## Biographie

### Carrière en club
Siham Boukhami joue d'abord au Nassim Club Sport (Sidi Moumen) avant de rejoindre l'Atlas 05 Fkih Ben Salah puis le Club municipal de Laâyoune où elle passe trois saisons. 
Depuis 2018, elle évolue à l'AS FAR. Club avec lequel elle remporte six titres de championnat marocain et cinq de Coupe du Trône.

#### Ligue des champions 2021
En novembre 2021, l'AS FAR dispute la toute première édition de la Ligue des champions féminine en Égypte. Le club marocain termine à la 3e place. Siham Boukhami est titularisée lors de toutes les rencontres de cette édition remportée par Mamelodi Sundowns.

#### Ligue des champions 2022
Comme le Maroc est désigné comme pays hôte de la Ligue des champions 2022, l'AS FAR est qualifié d'office à la phase finale et ce, après avoir remporté le championnat national. Siham Boukhami prend part à cette phase finale qui voit l'AS FAR s'adjuger du titre pour la première fois devant son public après s'être imposée en finale sur l'équipe sud-africaine du Mamelodi Sundowns (4-0). Elle participe à l'ensemble des matchs de la compétition en tant que titulaire.

### Carrière internationale

#### Équipe du Maroc
Siham Boukhami est régulièrement appelée en sélection depuis 2011. L'année qui suit, elle est convoquée par Abid Oubenaissa pour prendre part à une double confrontation face au Sénégal dans le cadre du dernier tour des qualifications à la Coupe d'Afrique 2012, les 27 mai et 16 juin 2012 respectivement à Rabat et Dakar. Bien que dans le groupe, Boukhami ne fait pas d'apparitions dans ces deux rencontres qui voient les deux équipes disputer une séance de tirs au but remportée par le Sénégal (5-4),.

#### Coupe d'Afrique des nations 2022
Elle est retenue dans la liste des 26 joueuses qui prennent part à la CAN 2022 du 2 au 23 juillet 2022 au Maroc. Bien qu'elle fasse partie du groupe, elle n'entre pas en jeu durant cette édition. Sa sélection termine vice-championne d'Afrique en s'inclinant en finale (1-2) devant l'Afrique du Sud au Complexe sportif Moulay-Abdallah.

#### Coupe du monde 2023
Dans le cadre des préparations à la Coupe du monde 2023, Boukhami est sélectionnée par Reynald Pedros pour prendre part à un stage à Cadix (Espagne) au mois d'octobre 2022 durant lequel le Maroc affronte les équipes de la Pologne et du Canada (champion olympique 2020). Elle prend part aux deux matchs qui se soldent par des défaites marocaines (4-0).
Elle est sélectionnée en avril 2023 pour prendre part à deux matchs amicaux internationaux contre la Tchéquie et la Roumanie respectivement le 6 avril 2023 à Prague et le 11 avril 2023 à Bucarest. Elle entre en jeu contre les Roumaines à la place de Maryame Atiq.
Siham Boukhami fait partie des 28 joueuses présélectionnées par Reynald Pedros pour disputer la Coupe du monde 2023 en Australie et Nouvelle-Zélande.  Mais elle n'est pas retenue dans la liste finale des 23 joueuses. Elle fait néanmoins le voyage en Australie en tant que réserviste.
Elle reçoit une convocation de la part de Jorge Vilda, fraîchement nommé à la tête de l'équipe nationale, pour disputer une double confrontation face à la Namibie les 26 et 31 octobre 2023 dans le cadre du deuxième tour des qualifications des Jeux olympiques 2024. La Namibie étant dans l'incapacité de recevoir, les deux matchs se jouent au Maroc. Les Marocaines s'imposent lors des deux manches. La première à Marrakech le 26 octobre 2023 sur le score de 2-0, et la deuxième à Rabat avec le même score. Siham Boukhami n'entre en jeu que lors du match retour,.

#### Coupe d'Afrique 2024: Nouvel échec en finale
Siham Boukhami est sélectionnée par Jorge Vilda pour une double confrontation amicale face à la RD Congo les 30 mai et 3 juin à 2024 Berkane. Le Maroc remporte les deux rencontres. La première sur le score de 2 buts à 1 et la deuxième, 3 buts à 2. Bien que sélectionnée, Siham Boukhami ne fait pas d'apparition durant ce stage.
Quelques mois plus tard, elle est convoquée pour disputer deux matchs amicaux contre le Botswana et le Mali respectivement les 28 novembre et 3 décembre 2024. Le Maroc remporte les deux rencontres, 3-1 face au Botswanaises et 1-0 face aux Maliennes. Bien que sur le banc, elle n'entre en jeu dans aucune des deux rencontres.
Après une série de stages et matchs amicaux, la FRMF annonce le 24 juin 2025 la liste finale pour la CAN 2024. Siham Boukhami fait partie des joueuses retenues par Jorge Vilda. Le Maroc qui atteint la finale pour la deuxième fois consécutive, ne parvient pas à remporter le titre. Durant cette édition, les Marocaines terminent première de leur groupe après un nul face aux Zambiennes (2-2), une victoire face aux Congolaises (4-2) et un succès face aux Sénégalaises (1-0). En quart de finale, le Maroc élimine le Mali (3-1) puis s'impose en demi-finale aux tirs au but face Ghana (4-2, 1-1 après prolongations). Les joueuses de Jorge Vilda s'inclinent en finale face au Nigeria (3-2) après avoir mené au score (2-0) jusqu'à l'heure de jeu. Sur le banc des remplaçantes, Siham Boukhami ne fait pas d'entrée en jeu durant le tournoi.

## Palmarès

### En club
Club Municipal de Laâyoune
- Coupe du Trône
  - Finaliste : 2014-15 et 2015-16

 AS FAR (13)
- Championnat du Maroc (7)
  - Championne : 2019, 2020, 2021, 2022, 2023, 2024 et 2025.

- Coupe du Trône (6)
  - Vainqueur : 2018-19, 2019-20, 2020-21, 2021-22, 2022-23 et 2023-24.

- Ligue des champions de la CAF (1) :
  -  Vainqueur : 2022
  -  Finaliste : 2024
  -  3e place : 2021 et 2023

### En sélection
Équipe du Maroc
- Tournoi UNAF
  -  Vainqueur : 2020

- Aisha Buhari Cup
  - 2e place : 2021

- Tournoi international de Malte
  - Vainqueur : 2022[22]

- Coupe d'Afrique des nations
  -  Finaliste : 2022 et 2024

## Distinctions personnelles
- Dans le onze-type de la Ligue des champions CAF 2022 par la CAF[23].